# Chloris robusta
Chloris robusta är en gräsart som beskrevs av Otto Stapf. Chloris robusta ingår i släktet kvastgrässläktet, och familjen gräs. Inga underarter finns listade i Catalogue of Life.